# Британско-египетские отношения
Египетско-британские отношения - двусторонние дипломатические отношения между Арабской Республикой Египет и Соединенным Королевством Великобритании и Северной Ирландии.

## История

### Британское правление

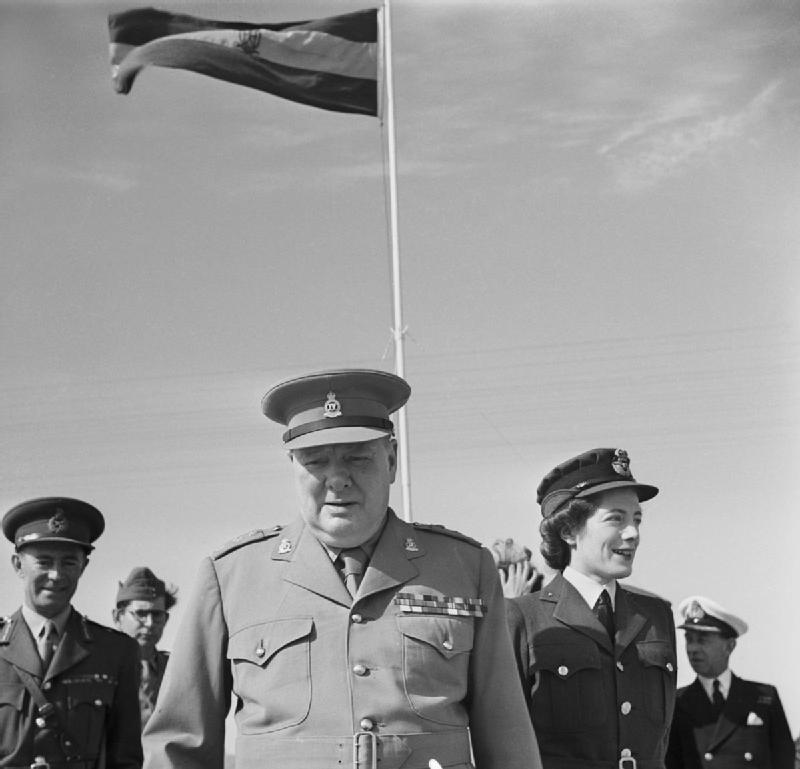
Черчилль посещает свой старый полк во время Каирской конференции, Египет, декабрь 1943 года

Первый период британского правления (1882—1914) часто называют «завуалированным протекторатом». В это время Египетский Хедиват оставался автономной провинцией Османской империи, а британская оккупация была лишь номинальной. После вступления Османской империи в Первой мировой войне на стороне центральных держав в ноябре 1914 года, Великобритания объявила Египет своим протекторатом. Правящий хедив был свергнут, и его преемник, Хусейн Камиль, в декабре 1914 года вынужден был объявить себя султаном Египта, нового государства, независимого от Османской империи. 

### Независимость Египта от Соединенного Королевства

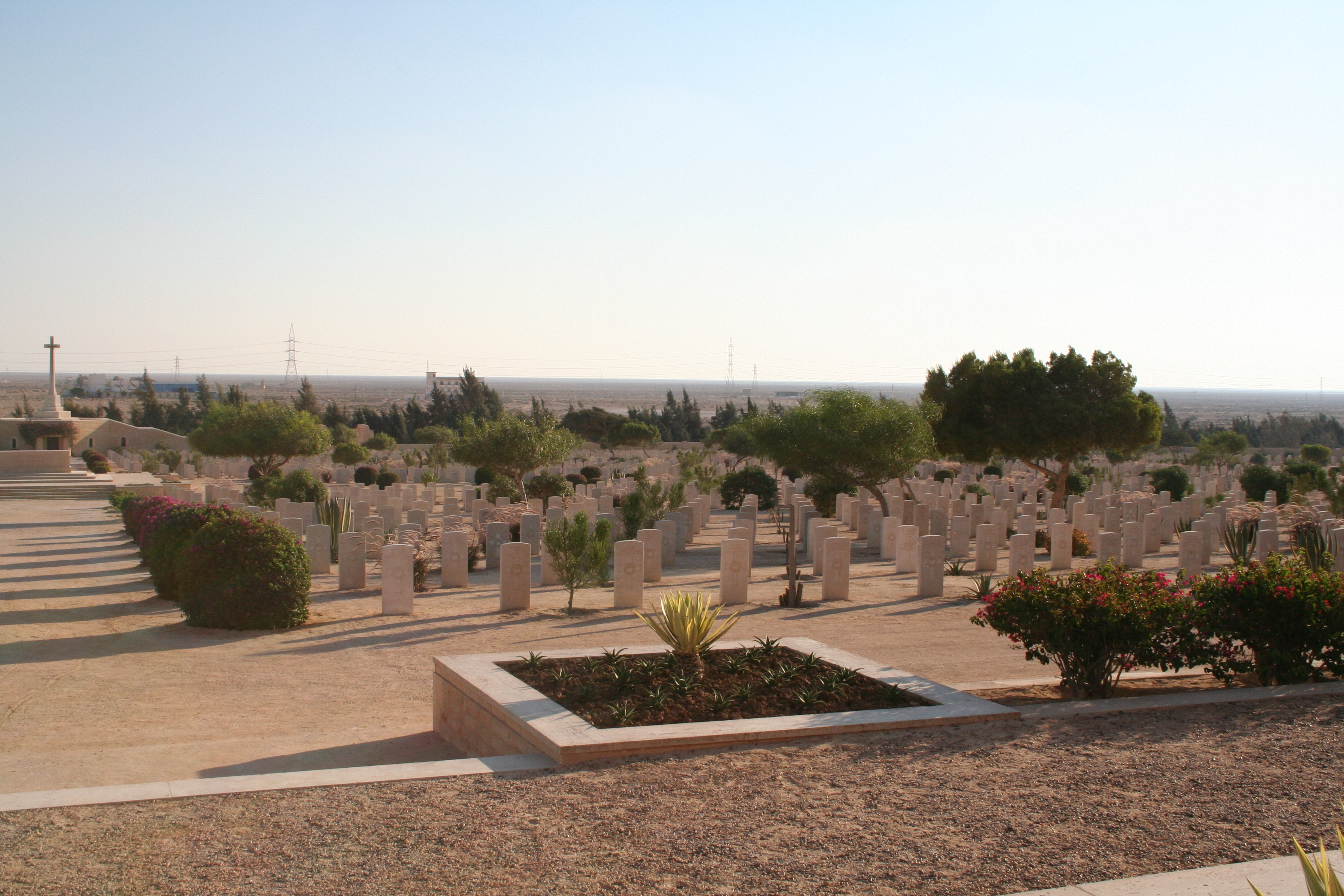
Кладбище Содружества Эль-Аламейн

В декабре 1921 года Британские власти в Каире ввели военное положение и депортировали Заглула. Демонстрации вновь привели к насилию. Для предотвращения  углубления ситуации и по предложению Верховного комиссара Лорда Алленби Великобритания в одностороннем порядке провозгласила независимость Египта 28 февраля 1922 года, отменив протекторат и создав независимое Королевство Египет. До Англо-египетского договора 1936 года Королевство было лишь номинально независимым:  британцы сохраняли контроль над внешней политикой, армией и управлением Англо-Египетского Судана.
В 1952 году в Египте произошла Июльская революция, в результате которой была свергнута монархия. Британия, поняв, что контролировать ситуацию не в состоянии, вывела свои войска из страны, сохранив контроль только над Суэцким каналом. 

### Суэцкий кризис
В 1956 году президент Египта Гамаль Абдель Насер захватил  Суэцкий канал, контролировавшийся Великобританией и Францией. Израиль с двумя последними вторглись на территорию Египта с целью вернуть контроль над каналом и свергнуть Насера.
С критикой действий Великобритании, Франции и Израиля выступили многие страны, в том числе и СССР. Советский лидер Н. С. Хрущёв угрожал Великобритании, Франции и Израилю самыми решительными мерами, вплоть до применения ракетных ударов ядерных ракет. Позже в конфликт вмешались США с предложением начать мирные переговоры.
2 ноября 1956 чрезвычайная сессия Генеральной Ассамблеи ООН потребовала прекратить военные действия, вывести с территории Египта войска всех трёх государств и открыть Суэцкий канал.

## Современные отношения

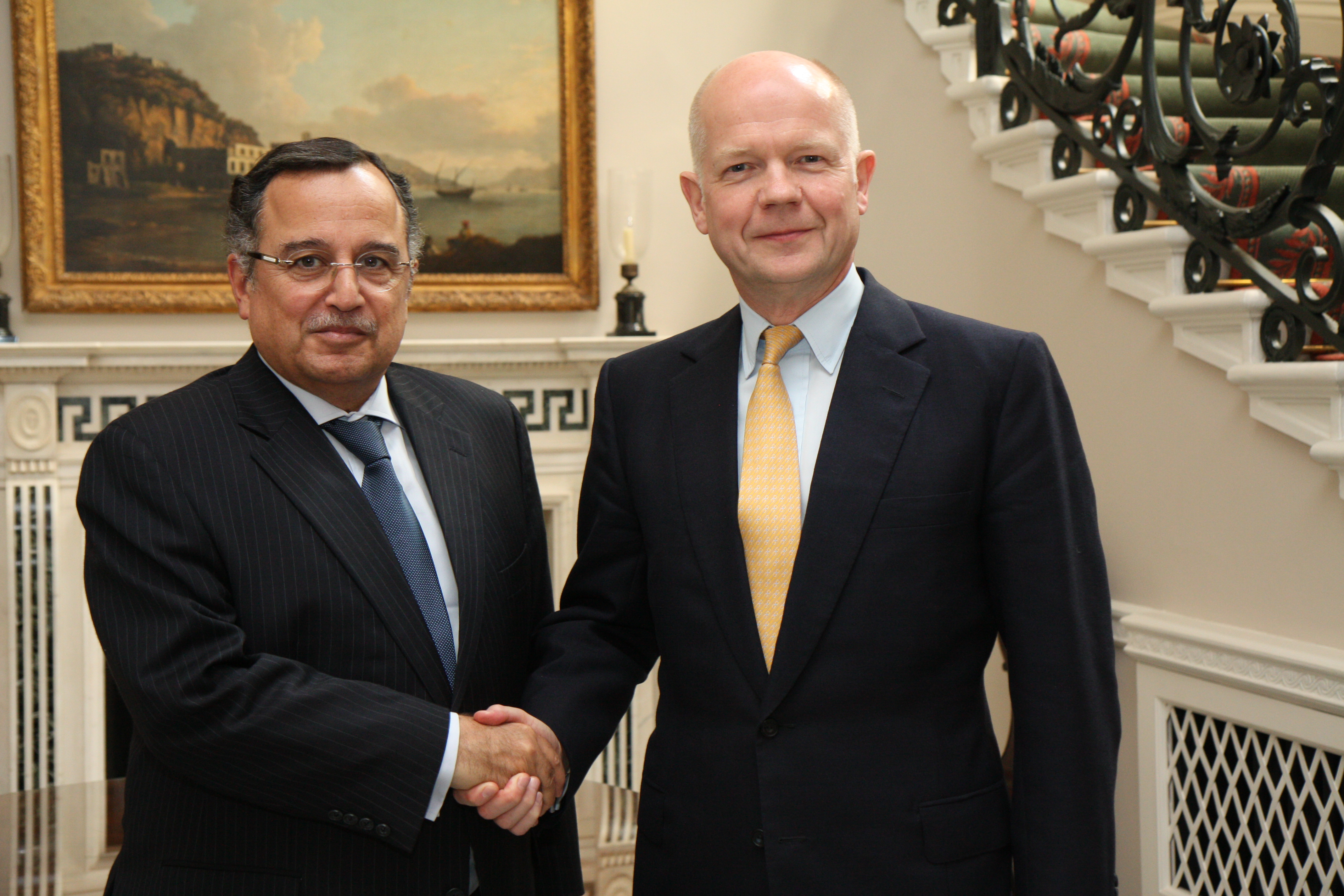
Встреча министра иностранных дел Великобритании Уильяма Хейга с бывшим министром иностранных дел Египта Набилем Фахми в Лондоне в мае 2014 года.

В 2010 году, после долгих переговоров с Лондонским университетом, Египту были возвращены 25 000 древних артефактов, некоторые из которых датируются каменным веком.
Британское правительство поддержало Египетскую революцию 2011 года.
По данным переписи населения 2001 года в Великобритании в стране проживало 24 700 граждан Египта. По оценкам управления Национальной статистики, эквивалентный показатель за 2009 год составил 27 000.
В конце 2014 года Египетско-Британская торговая палата (EBCC) выпустила отчет с подробным описанием объёма торговли между двумя странами. Британский экспорт в Египет вырос на 15 %, в то время как египетский экспорт в Великобританию вырос более чем на 30 %. В докладе упоминается проект нового Суэцкого канала и экономическое восстановление Египта после Египетский кризис (2011-2014).

## Дипломатические миссии

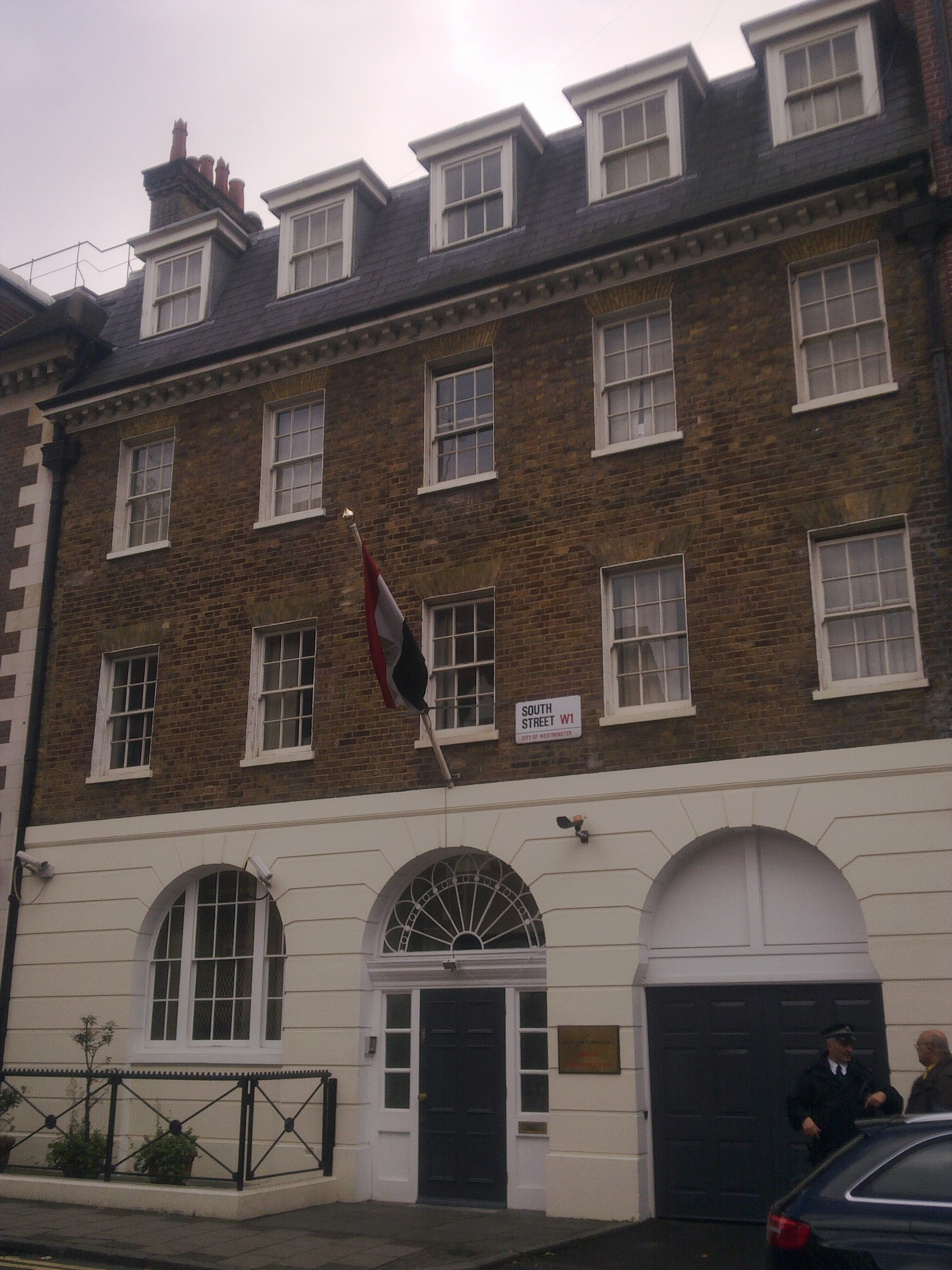
Посольство Египта, Лондон

Посольство Египта в Великобритании находится по адресу 26 South Audley Street, London W1K 1DW.
Посольство Соединенного Королевства в Египте находится по адресу: 7 Ahmed Ragheb Street, Garden City, Cairo. За пределами Каира находится Генеральное консульство Великобритании в Александрии и почетное консульство в Шарм-эш-Шейхе.
Нынешним послом Египта в Великобритании является Насер Камель, послом Великобритании в Египте является Джон Кассон.